# Daniel Vázquez Evuy
Daniel Vázquez Evuy (Madrid, 11 de março de 1985) é um futebolista profissional guineense que atua como defensor.

## Carreira
Daniel Vázquez Evuy representou o elenco da Seleção Guinéu-Equatoriana de Futebol no Campeonato Africano das Nações de 2015.